# Alegorie noci
Alegorie noci je významné barokní sousoší pocházející z dílny Matyáše Bernarda Brauna. Bylo vytvořeno roku 1733 nebo 1734 pro Královskou zahradu Pražského hradu na Hradčanech a bylo umístěno před Míčovnou, kde se také dodnes nachází. 

## Popis a ikonografie sousoší
Vertikálně koncipované sousoší je umístěno na původním kamenném soklu a tvoří jej dvě figury. Spící, esovitě prohnutá sedící ženská postava zahalená melodicky traktovanou draperií posetou hvězdami, představuje noc. Žena sedí na rozepjatých křídlech sovy, který je tradičním nočním ptákem. Nad touto postavou se ve zvláštním, jakoby tanečním gestu „vznáší“ bdící mladík, představující právě vycházející měsíc. 
Sousoší Noci bylo protějškem shodně koncipovaného Dne od téhož autora. To však bylo roku 1757 zničeno při pruském obléhání Prahy. Obě sousoší alegoricky vyjadřovala přírodní cyklus střídání noci a dne. Kromě těchto dvou sousoší dodal Braun mezi lety 1730-31 do královské zahrady ještě dvě sochy lvů korunovaných malými putti a dvě dekorativní barokní vázy. 

## Význam sousoší
Předpokládá se, že sousoší v dílně Matyáše Bernarda Brauna navrhl i vytesal jeho synovec Antonín Braun, ovšem pro nedostatek písemných pramenů a nedokončené braunovské bádání to nelze spolehlivě doložit.
Skupina Noci patří k nekvalitnějším sochařským výkonům Braunova ateliéru z třicátých let. Je vytesána z kvalitního, tvrdého toužetínského pískovce. Kompozičně navazuje na některá sousoší Balthasara Permosera. Obdobně komponovaná díla však nalezneme už u Gianlorenza Berniniho (sousoší Habakuka). Braunova dílna tuto vertikální kompozici v této době používala poměrně často, například na sochách zámeckého parku ve Valči.